# Novartis
Novartis International AG là một công ty dược đa quốc gia Thụy Sĩ có trụ sở tại Basel, Thụy Sĩ. Đây là một trong những công ty dược phẩm lớn nhất theo cả vốn hóa và doanh số thị trường.
Novartis sản xuất thuốc clozapine (Clozaril), diclofenac (Voltaren), carbamazepine (Tegretol), valsartan (Diovan),
imatinib mesylate (Gleevec/Glivec), ciclosporin (Neoral/Sandimmun), letrozole (Femara), methylphenidate (Ritalin), terbinafine (Lamisil), và những loại khác nữa.
Năm 1996, Ciba-Geigy sáp nhập với Sandoz; các đơn vị dược phẩm và hóa chất nông nghiệp của cả hai công ty đã thành lập Novartis như một thực thể độc lập. Các doanh nghiệp Ciba-Geigy và Sandoz khác đã được bán, hoặc, giống như Ciba Specialty Chemicals, tách ra thành các công ty độc lập. Thương hiệu Sandoz biến mất trong ba năm, nhưng đã được hồi sinh vào năm 2003 khi Novartis hợp nhất các doanh nghiệp dược phẩm chung thành một công ty con và đặt tên là Sandoz. Novartis đã thoái vốn kinh doanh cây trồng nông nghiệp và biến đổi gen vào năm 2000 với sự chuyển giao của Syngenta trong quan hệ đối tác với AstraZeneca, công ty cũng thoái vốn kinh doanh hóa chất nông nghiệp của mình.
Novartis là thành viên đầy đủ củaLiên đoàn châu Âu các hiệp hội công nghiệp dược phẩm (EFPIA), Liên đoàn các nhà sản xuất và Hiệp hội Dược phẩm Quốc tế (IFPMA), (IFPMA), và Nghiên cứu dược phẩm và các nhà sản xuất Mỹ (PhRMA).

## Cấu trúc doanh nghiệp
Novartis AG là một công ty cổ phần của Thụy Sĩ được giao dịch công khai hoạt động thông qua Tập đoàn Novartis. Novartis AG sở hữu trực tiếp hoặc gián tiếp, tất cả các công ty trên toàn thế giới hoạt động như các công ty con của Tập đoàn Novartis.:117
Các doanh nghiệp của Novartis được chia thành ba đơn vị hoạt động: Dược phẩm, Alcon (chăm sóc mắt) và Sandoz (generics).:150 Novartis quản lý trực tiếp và thông qua hàng chục công ty con ở các nước trên thế giới, mỗi chi nhánh thuộc một trong các bộ phận và Novartis phân loại như thực hiện một hoặc nhiều chức năng sau: "Tổ chức / Tài chính: thực thể là công ty mẹ và/hoặc thực hiện các chức năng tài chính cho Tập đoàn, Bán hàng: thực thể thực hiện các hoạt động bán hàng và tiếp thị cho Tập đoàn, Sản xuất: thực thể thực hiện các hoạt động sản xuất và/hoặc sản xuất cho Tập đoàn;. ":251–253
Novartis AG cũng nắm giữ 33,3% cổ phần của Roche tuy nhiên, nó không kiểm soát được Roche. Novartis cũng sở hữu 24,9% Dược phẩm Idenix trước khi bán cho Merck & Co, Inc.:117 Novartis cũng có hai thỏa thuận cấp phép quan trọng với Genentech, một chi nhánh của Roche. Một thỏa thuận dành cho Lucentis; cái còn lại dành cho Xolair, cả hai đều là thị trường của Novartis bên ngoài nước Mỹ.:239
Novartis đã thành lập một trung tâm đa chức năng ở Hyderabad, Ấn Độ, để ra nước ngoài một số R & D, phát triển lâm sàng, viết y tế và các chức năng hành chính. Trung tâm dịch vụ toàn cầu bắt đầu vào năm 2001 với 17 người; Hyderabad được chọn từ một danh sách ngắn gồm 23 thành phố, bao gồm Pune, Chennai và Gurgaon. Trung tâm hỗ trợ hoạt động của các chuyên ngành thuốc trong dược phẩm (Novartis), chăm sóc mắt (Alcon) và các phân đoạn thuốc chung loại (Sandoz). Trung tâm này có diện tích hơn 870.000 feet vuông - đủ lớn để chứa 8000 người.